# پلاک وسایل نقلیه در ایران

یک خودرو با پلاک قدیمی ملایر

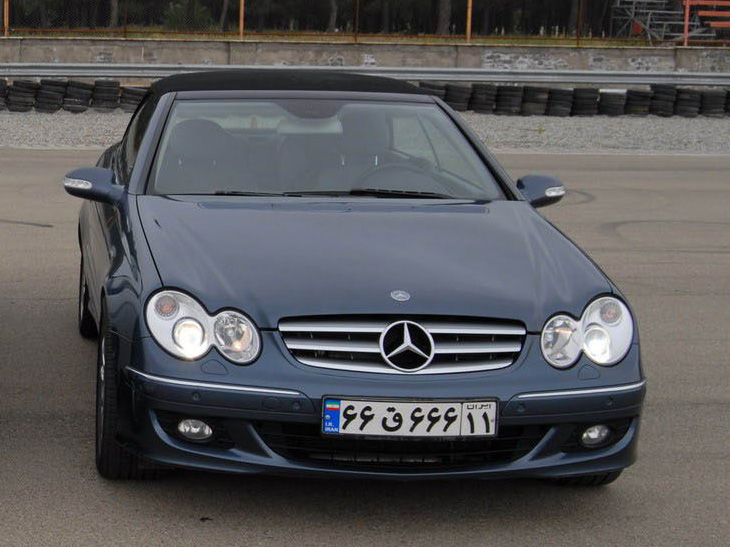
پلاک خودرو شخصی در تهران

در دوران صدارت وثوق‌الدوله (۱۲۹۸ ه‍.ش) به دُرُشکه‌ها و گاری‌ها پلاک‌هایی (به فرانسوی: plaque d’immatriculation) چسبانده شد و هر یک از آن‌ها دارای شماره‌ای شدند. در آن زمان متولی این کار اداره بلدیه (شهرداری) بود. تعویض و نصب پلاک بر روی خودروها در ایران قدمتی طولانی دارد، سابقه اولین خودرو پلاک شده در کشور، به سال ۱۳۰۵ همگام با ورود نخستین خودرو به کشور برمی‌گردد. در آن روزگارها قوانینی که شامل ۳۲ بند بود برای شماره‌گذاری خودروها وضع شد که البته این قوانین سه سال بعد از ورود اولین خودروها به کشور یعنی در سال ۱۳۰۸ تنظیم شد. در آن سال، خودروها صاحب پنج پلاک شدند؛ نام کارخانه، آدرس مالک، نمره عقب، نمره جلو و پلاک مالیات. تصویب قوانین به همین‌جا ختم نشد؛ حدود ۱۳۰۸ وقتی تعداد اتومبیل سوارهای شخصی شهر به ۱۵۲۲ عدد رسید، قوانین مربوط نیز تغییر کرد و پلاک‌ها متشکل از نام شهر و حدود چهار عدد که در بالای نام شهر قرار داشت، شدند.
در گذشته در پلاک خودروها پنج رقم و نام شهری که خودرو در آن پلاک شده بود دیده می‌شد یا به همراه شماره پلاک و نام شهر عددی دیگر در آن درج می‌شد. با افزایش خودرو در کشور، تصمیمی اتخاذ شد تا یکی از حروف الفبای فارسی نیز به نام شهرها افزوده شود و سپس نوبت به پلاک‌هایی رسید که نام شهر با عدد دورقمی ترکیب و پلاک‌های جدیدی بر روی خودروها نصب شد. در دهه هفتاد، خودروها دیگر از آن شکل و شمایل قدیمی خارج شده و پلاک‌ها نیز لیزری شده بود. در سال ۱۳۷۸ با آمدن پلاک‌های لیزری، مسئولین تصمیم گرفتند که باید همه پلاک‌های خودروها یکسان شوند و این نوع پلاک روی همه خودروها نصب شود.
طرح تعویض پلاک در سطح کشور آغاز شد. در این طرح مالکان خودرو، موظف به دریافت برچسب تعویض پلاک شدند و بابت آن برچسب‌ها نیز در آن روزگار مبلغی از آن‌ها گرفته شد.

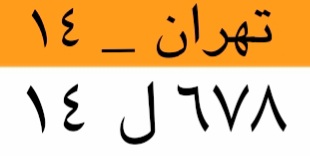
پلاک لیزری

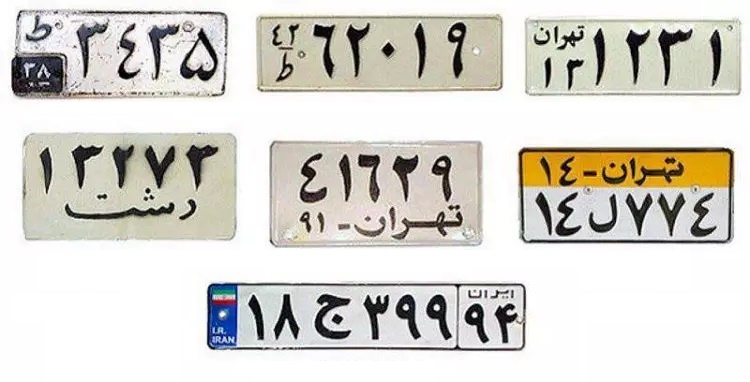
تاریخچه پلاک‌های ایران

در دهه هشتاد، نوبت به پلاک‌های ملی رسید که هم دارای ابعاد و طرحی جدید بود و هم در نوع شماره‌گذاری و چیدمان اعداد و حروف در کنار یکدیگر بدیع به نظر می‌رسید. مشکلات تعویض پلاک به گونه‌ای بود که در سال ۸۳، میان نیروی انتظامی و دیوان عدالت اداری اختلاف نظرهایی به وجود آمد که این اختلافات موجود موجب سرگردانی و بلاتکلیفی مردم شد. در همین خصوص، خزانه دار شورای شهر تهران در یکصد و یازدهمین جلسه علنی شورای شهر، با اشاره به ۷۰۰ هزار خودروی پلاک شده طی سال‌های ۸۰ تا ۸۳ از دیوان عدالت اداری درخواست کرد که «اگر مصوبه دیوان عدالت اداری (غیرقانونی بودن عدم ثبت تعویض پلاک‌ها در دفاتر اسناد رسمی) وجاهت قانونی دارد سایر مسئولان هم باید آن را برای رهایی مردم از سرگردانی بپذیرند و اجرا کنند.» این مشکلات همچنان تا سال ۸۷ ادامه داشت تا اینکه رئیس مرکز شماره‌گذاری راهنمایی و رانندگی اعلام کرد که حدود یک میلیون پلاک قدیمی وجود دارد که هنوز به پلاک کشوری تبدیل نشده‌اند و ۵۰۰ هزار زوج پلاک مربوط به سال‌های دهه ۴۰ و اوائل ۵۰ است که در حال حاضر وجود خارجی ندارند و از بین رفته‌اند.

نوار آبی

در دهه هشتاد؛ در پلاک‌های جدید کدهای دورقمی که در سمت راست این پلاک‌ها بود، معرف محل سکونت و آدرس شهر و منطقه‌ای بود که مالک خودرو در زمان خرید خودرو به ادارهٔ شماره‌گذاری اعلام کرده‌بودند. تفاوت فاحش و اصلی و شاید دلیلی که باعث نصب این نوع پلاک بر خودروها شد، در این بود که این پلاک به خودرو تعلق نداشت و متعلق به مالک خودرو بود و با انتقال خودرو به شخصی دیگر پلاک انتقال نمی‌یافت و پلاک تنها به شخص تعلق داشت و با تغییر وسیلهٔ نقلیه، شخص همواره از پلاک ثابتی استفاده می‌کند. پلاک با طرح جدید تا حدود بیش از ۶۱ میلیون خودرو شخصی را می‌تواند تحت پوشش قرار دهد و تعداد خودرو در اسفند ۱۳۹۲ توسط مرکز پژوهش‌های مجلس ۱۵٫۱ میلیون عدد اعلام شد.

## انواع پلاک‌ها (از سال ۱۳۸۲ به بعد)
پلاک‌های وسایل نقلیه ایرانی دارای یازده نوع برای خودروها و پلاک موتورسیکلت‌ها هستند که در چهار رنگ صادر می‌شوند. شماره‌گذاری خودروها نیز به صورتی است که می‌توان از شماره پلاک آن‌ها به اطلاعاتی مانند استان صادرکننده پلاک، تاریخ صدور پلاک و… پی برد. انواع پلاک‌ها شامل موارد زیر است:

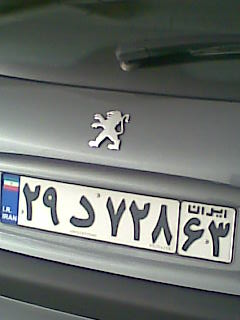
پلاک خودرو شخصی در شیراز

- شخصی
- جانبازان و معلولین
- تاکسی
- عمومی
- کشاورزی
- دولتی
- نظامی
- تاریخی
- سیاسی
- ترانزیت
- موتورسیکلت‌ها
- مناطق آزاد تجاری صنعتی

### خودروهای شخصی
پلاک‌های ملیِ شخصی، همان‌طور که از نام آن‌ها مشخص است، برای خودروهای شخصیِ معمولیِ جامعه صادر می‌شود. این پلاک‌ها به شکل مستطیل هستند و از چپ به راست خوانده می‌شوند که به ترتیب شامل یک عدد دورقمی، یک حرف از الفبا، یک عدد سه‌رقمی و در آخر یک عدد دورقمی در یک کادر مربع‌شکل که نشان‌دهندهٔ محل صدور پلاک است را نشان می‌دهد. به‌عنوان مثال، در ایلام ۹۸ ب، ج، د نشان‌دهندهٔ شهر ایلام است که وقتی حرف ل در پلاک باشد به معنی شهرستان سیروان است و حرف ق به معنی شهرستان دهلران است تفاوت آن با عدد آخر پلاک در این است که عدد آخر پلاک ممکن است منطقهٔ بزرگتری را نشان دهد، در حالی که حروف مناطق دقیق‌تری را نشان می‌دهد.
پلاک‌های ملی شخصی با اعداد و حروف مشکی در یک پس‌زمینهٔ سفیدرنگ ساخته می‌شوند که در سمت چپ آن‌ها در یک نوار آبی‌رنگ، پرچم ایران و عبارت I.R.IRAN به معنی جمهوری اسلامی ایران نوشته شده است. در قسمت زیر اعداد نویسه‌های کوچک‌تری وجود دارد که در سمت چپ شماره پلاک به لاتین و در سمت راست تاریخ تولید پلاک نوشته شده است.
حروف مورد استفاده در پلاک خودروهای شخصی:
ب، ج، د، (ژ معلولین)، س، ص، ط، ق، ل، م، ن، و، هـ، ی

### پلاک ویژه معلولین و جانبازان
این پلاک ویژهٔ معلولین و جانبازان طراحی شده است. دلیل طراحی این پلاک این بوده است که در صورت پارک در محل پارک ویژهٔ معلولین و جانبازان قابل تشخیص باشند و همچنین برای دادن سهمیه بنزین و درمان نیز ساماندهی شوند. این پلاک کاملاً شبیه به پلاک ملی شخصی صادر می‌شود و تنها تفاوتش در این است که در آن به جای حروف از نماد ویژه معلولین و جانبازان استفاده شده است. این پلاک در برخی سامانه‌ها مانند تاکسی‌های اینترنتی یا سامانه‌های مربوط به عوارض خودرو که از نماد استفاده نمی‌کنند به صورت حرف «ژ» نمایش داده می‌شود.
در این پلاک سرشماره ۱۱ تا ۴۹ برای افراد جانباز و سرشماره ۵۱ تا ۹۹ برای افراد معلول در نظر گرفته شده است.

### پلاک‌های گذرموقت
این پلاک برای خودروهایی طراحی شده است که از خارج از کشور یا از مناطق آزاد تجاری وارد شهرها می‌شوند و برای آن‌ها مهلت محدودی مشخص شده است. در این پلاک از حرف گ استفاده می‌شود و یک تاریخ نیز در قسمت پایینی کادر مربع‌شکل به پلاک اضافه شده است.

### تاکسی
پلاک ملی تاکسی‌ها فقط برای ناوگان تاکسی‌رانی در ایران صادر می‌شود. شکل پلاک تاکسی‌ها شبیه به پلاک خودروهای شخصی است؛ با این تفاوت که رنگ زمینهٔ آن زرد و حرف الفبای آن ت است که در بالای آن کلمهٔ TAXI (تاکسی) به لاتین نوشته شده است. کد منطقهٔ صدور پلاک در واقع محل انجام وظیفه تاکسی را مشخص می‌کند. اعداد و حروف این پلاک مشکی بوده و بر روی یک پس‌زمینهٔ زردرنگ چاپ می‌شود.

### عمومی
پلاک ملی خودروهای عمومی، پلاکی است که به خودروهای حمل‌ونقل عمومی مانند تریلی‌ها، وانت‌بارها، اتوبوس و مینی‌بوس‌ها و… تعلق دارد. اعداد و حروف این پلاک مشکی است و بر روی یک پس‌زمینهٔ زرد رنگ چاپ می‌شود. در این نوع پلاک حرف ع به معنای عمومی چاپ می‌شود.

### کشاورزی
پلاک ملی ماشین آلات کشاورزی، پلاکی است که به ماشین آلات کشاورزی مانند تراکتور، کمباین و… تعلق دارد. اعداد و حروف این پلاک مشکی است و بر روی یک پس‌زمینهٔ زرد رنگ چاپ می‌شود. در این نوع پلاک حرف ک به معنای کشاورزی چاپ می‌شود.

### دولتی
این پلاک مخصوص خودروهای دولتی اعم از سواری، اتوبوس، مینی‌بوس، کامیون و… است. این پلاک به شکل مستطیل است و از چپ به راست خوانده می‌شود و از چپ به راست شامل یک عدد دورقمی، حرف الفـ، یک عدد سه‌رقمی و یک عدد دورقمی در کادر مربع‌شکل است. اعداد و حروف این پلاک سفیدرنگ است که بر روی یک پس‌زمینهٔ قرمزرنگ چاپ می‌شود.

### نظامی
این پلاک ویژه خودروهای نیروی انتظامی (پ)، سپاه (ث)، وزارت دفاع و پشتیبانی نیروهای مسلح (ز)، ارتش (ش) و ستاد کل فرماندهی نیروهای مسلح (ف) است. این پلاک به شکل مستطیل است و از چپ به راست خوانده می‌شود که شامل یک عدد دورقمی، یک عدد سه‌رقمی، و در آخر، یک عدد دورقمی در یک کادر مربع‌شکل است که محل صدور پلاک را نشان می‌دهد.

### پلاک خودروهای تاریخی
پلاک خودروهای تاریخی ایران پلاکی است که به خودروهای قدیمی که دارای ویژگی‌های زیر باشند:
- خودروهای نفیس: خودروهایی که بیش از ۵۰ سال از تولید آن گذشته باشد.
- خودروهای قدیمی: خودروهایی که بیش از ۲۵ سال از تولید آن گذشته باشد و از لحاظ طراحی و مهندسی ساخت یا کاربردی بی‌نظیر باشد.
- خودروهای ویژه: خودروهایی که دارای بعد فرهنگی باشد.

این پلاک به شکل مستطیل است و برخلاف سایر پلاک‌های مورد استفاده، اندازهٔ آن به صورت استاندارد آمریکایی (دارای ۱۲ اینچ طول و ۶ اینچ عرض) است و به سه قسمت مستطیلی تقسیم می‌شود که در مستطیل سمت راست بالا عبارت تاریخی ذکر شده، در سمت راست پایین شمارهٔ پلاک قید شده و در سمت چپ پلاک در یک نوار آبی‌رنگ پرچم ایران در بالا که زیر آن عبارت I.R. IRAN نوشته‌شده و در قسمت پایین همین نوار عکسی از مکانی تاریخی چاپ شده است.

### پلاک سیاسی
پلاک سیاسی مخصوص خودروهای سفارت‌ها است و فقط کارکنان شاغل در سفارت می‌توانند از این خودروها استفاده کنند. صاحبان این خودروها بدون عوارض واردات خودرو می‌توانند خودرو خود را وارد کنند. حرف میانی در این پلاک‌ها به دو صورت D (برای دیپلمات‌ها) و S (برای خدمات سفارت‌خانه‌ها) است. در رابطه با این خودروها باید کمال دقت را داشته باشید، چرا که طبق قوانین دیپلماتیک، این خودروها از حفاظت خاصی برخوردار هستند و در صورت تصادف با آن‌ها باید مسیر سختی را بگذرانید.

### پلاک تشریفات
یک دسته از پلاک‌های ملی با رنگ قرمز رنگ و عنوان فارسی «تشریفات» و انگلیسی «PROTOCOL» وجود دارد. این پلاک مخصوص خودروهای تشریفات دولتی است که چهار رقمی هستند وبا رنگ سفید در پیش‌زمینه‌ی قرمز مشخص می‌شوند.یکی دیگر از پلاک‌های قرمز رنگ با حرف “الف” مشخص می‌شود. برخلاف دسته‌ی اول، این نوع پلاک‌ها را بیشتر در خیابان‌ها می‌بینیم. این پلاک‌ها برای خودروهای دولتی استفاده می‌شود. فرقی هم در کلاس خودرو نمی‌کند، چرا که بسته به کلاس خودرو می‌تواند برای ماشین‌های سواری، اتوبوس، مینی‌بوس و کامیون هم مورد استفاده قرار گیرد.

### پلاک ترانزیت
پلاک ترانزیت به منظور شناسایی وسیله نقلیه به صورت بین‌المللی صادر و تحویل می‌گردد. پلاک‌های ترانزیت برای هر وسیله نقلیه فقط یک‌بار صادر می‌شوند که مختص همان خودرو بوده و اعتبار آن‌ها تا پایان عمر همان وسیله نقلیه می‌باشد.

## حروف مورد استفاده
| حرف                      | ویژه خودروهای                      |
| ------------------------ | ---------------------------------- |
| ب ج د س ص ط ق ل م ن و ه‍ ی | سواری‌های شخصی                      |
| الف                      | ادارات و نهادهای دولتی             |
| پ                        | پلیس (نیروی انتظامی)               |
| ت                        | تاکسی‌ها                            |
| ث                        | سپاه پاسداران انقلاب اسلامی        |
| ز                        | وزارت دفاع و پشتیبانی نیروهای مسلح |
| ژ                        | معلولین و جانبازان (نماد ویلچر)    |
| ش                        | ارتش جمهوری اسلامی ایران           |
| ع                        | خودروهای عمومی                     |
| ف                        | ستاد فرماندهی کل نیروهای مسلح      |
| ک                        | ماشین‌آلات کشاورزی                  |
| گ                        | گذرموقت                            |
| D                        | دیپلمات‌های سفارتخانه‌ها             |
| S                        | سرویس‌های سفارتخانه‌ها               |

## شهرستان‌ها و کد پلاک سراسر کشور
توجه: به علت محدودیت در واگذاری کدهای جدید، در آینده و به مرور پلاک‌ها از تفکیک شهرستان خارج شده و به صورت استانی واگذار خواهند شد.
| استان              | کد                                                                     | استان                                                                  | کد                                                                     |
| ------------------ | ---------------------------------------------------------------------- | ---------------------------------------------------------------------- | ---------------------------------------------------------------------- |
| تهران (۱۸)         | ۱۱، ۲۲، ۳۳، ۴۴، ۵۵، ۶۶، ۷۷، ۸۸، ۹۹، ۱۰، ۲۰، ۳۰، ۴۰، ۵۰، ۶۰، ۲۱، ۳۸، ۷۸ | ۱۱، ۲۲، ۳۳، ۴۴، ۵۵، ۶۶، ۷۷، ۸۸، ۹۹، ۱۰، ۲۰، ۳۰، ۴۰، ۵۰، ۶۰، ۲۱، ۳۸، ۷۸ | ۱۱، ۲۲، ۳۳، ۴۴، ۵۵، ۶۶، ۷۷، ۸۸، ۹۹، ۱۰، ۲۰، ۳۰، ۴۰، ۵۰، ۶۰، ۲۱، ۳۸، ۷۸ |
| خراسان رضوی (۵)    | ۱۲، ۳۲، ۳۶، ۴۲، ۷۴                                                     | مرکزی (۲)                                                              | ۴۷، ۵۷                                                                 |
| اصفهان (۵)         | ۱۳، ۲۳، ۴۳، ۵۳، ۶۷                                                     | بوشهر (۲)                                                              | ۴۸، ۵۸                                                                 |
| فارس (۴)           | ۶۳، ۷۳، ۸۳، ۹۳                                                         | کردستان (۲)                                                            | ۵۱، ۶۱                                                                 |
| البرز (۵)          | ۲۱، ۳۰، ۳۸، ۶۸، ۷۸                                                     | یزد (۲)                                                                | ۵۴، ۶۴                                                                 |
| مازندران (۴)       | ۶۲، ۷۲، ۸۲، ۹۲                                                         | گلستان (۲)                                                             | ۵۹، ۶۹                                                                 |
| خوزستان (۳)        | ۱۴، ۲۴، ۳۴                                                             | چهارمحال و بختیاری (۲)                                                 | ۷۱، ۸۱                                                                 |
| آذربایجان شرقی (۳) | ۱۵، ۲۵، ۳۵                                                             | قزوین (۲)                                                              | ۷۹، ۸۹                                                                 |
| آذربایجان غربی (۳) | ۱۷، ۲۷، ۳۷                                                             | هرمزگان (۲)                                                            | ۸۴، ۹۴                                                                 |
| کرمان (۳)          | ۴۵، ۶۵، ۷۵                                                             | سیستان و بلوچستان (۲)                                                  | ۸۵، ۹۵                                                                 |
| گیلان (۳)          | ۴۶، ۵۶، ۷۶                                                             | سمنان (۲)                                                              | ۸۶، ۹۶                                                                 |
| همدان (۲)          | ۱۸، ۲۸                                                                 | زنجان (۲)                                                              | ۸۷، ۹۷                                                                 |
| کرمانشاه (۲)       | ۱۹، ۲۹                                                                 | قم (۱)                                                                 | ۱۶                                                                     |
| لرستان (۲)         | ۳۱، ۴۱                                                                 | اردبیل (۱)                                                             | ۹۱                                                                     |
| خراسان شمالی (۳)   | ۲۶، ۳۲، ۴۲                                                             | کهگیلویه و بویراحمد (۱)                                                | ۴۹                                                                     |
| خراسان جنوبی (۳)   | ۳۲، ۴۲، ۵۲                                                             | ایلام (۱)                                                              | ۹۸                                                                     |

## شهرستان‌ها و کد پلاک استان‌ها به ترتیب الفبا

### استان آذربایجان شرقی(۱۵، ۲۵، ۳۵)
| شهرستان    | کد                         |
| ---------- | -------------------------- |
| تبریز (۱۹) | ۱۵ تمام حروف ۳۵ س ل م و ه‍ ی |
| مراغه (۲)  | ۲۵ ب / ۳۵ ق                |
| مرند (۲)   | ۲۵ ج / ۳۵ ط                |
| میانه (۲)  | ۲۵ د / ۳۵ ن                |
| اهر (۲)    | ۲۵ س / ۳۵ و                |
| بناب (۲)   | ۲۵ ل / ۳۵ د                |
| سراب       | ۲۵ ص                       |
| جلفا       | ۲۵ ط                       |
| هشترود     | ۲۵ ق                       |
| بستان‌آباد  | ۲۵ م                       |
| شبستر      | ۲۵ ن                       |
| کلیبر      | ۲۵ و                       |
| هریس       | ۲۵ ه                       |
| آذرشهر     | ۲۵ ی                       |
| اسکو       | ۳۵ ب                       |
| ورزقان     | ۳۵ ج                       |
| عجب‌شیر     | ۳۵ د                       |
| چاراویماق  | ۳۵ س                       |
| ملکان      | ۳۵ ص                       |
| شهرستان    | شهرستان تابع               |
| اهر        | هوراند                     |
| کلیبر      | خداآفرین                   |
| ملکان      | لیلان                      |

| نکته | * ۳۵ د - کد مشترک عجب شیر و بناب (تا سرشماره ۴۶ اختصاصی عجب شیر و از سرشماره ۴۷ مشترک با بناب) |
| نکته | * ۳۵ س - کد مشترک چاراویماق و تبریز                                                            |
| نکته | * ۳۵ و - کد مشترک اهر و تبریز                                                                  |

### استان آذربایجان غربی(۱۷، ۲۷، ۳۷)
| شهرستان      | کد                  |
| ------------ | ------------------- |
| ارومیه (۱۴)  | ۱۷ تمام حروف / ۳۷ س |
| خوی (۳)      | ۲۷ ب / ۳۷ ب م       |
| میاندوآب (۳) | ۲۷ ط / ۳۷ ج ن       |
| نقده (۲)     | ۲۷ ص / ۳۷ د         |
| مهاباد (۲)   | ۲۷ ج / ۳۷ ص         |
| بوکان (۳)    | ۲۷ ن / ۳۷ ط         |
| سلماس (۲)    | ۲۷ س / ۳۷ ق         |
| ماکو (۲)     | ۲۷ د / ۳۷ ل         |
| پیرانشهر     | ۲۷ و                |
| تکاب         | ۲۷ ق                |
| شاهین‌دژ      | ۲۷ ل                |
| سردشت        | ۲۷ م / ۳۷ ی         |
| چالدران      | ۲۷ ه                |
| اشنویه       | ۲۷ ی                |
| شهرستان      | شهرستان تابع        |
| خوی          | چایپاره             |
| ماکو         | پلدشت، شوط          |
| میاندوآب     | چهاربرج، باروق      |
| سردشت        | میرآباد             |

| با اتمام پلاک شهرستان‌های استان آذربایجان غربی از پلاک‌های فک شده همان شهرستان که یک سال بدون کاربرد بوده استفاده می‌شود. |
| --- |

### استان اردبیل(۹۱)
| شهرستان       | کد              |
| ------------- | --------------- |
| اردبیل (۷)    | ۹۱ ب ج د م و ه‍ ی |
| پارس‌آباد (۴)  | ۹۱ س ی ن و      |
| خلخال         | ۹۱ ص            |
| گرمی          | ۹۱ ط            |
| مشگین‌شهر (۳)  | ۹۱ ق ن و        |
| بیله سوار     | ۹۱ ل            |
| نیر           | ۹۱ م            |
| نمین          | ۹۱ ن            |
| کوثر (۲)      | ۹۱ ن و          |
| شهرستان       | شهرستان تابع    |
| اردبیل        | سرعین           |
| پارس‌آباد مغان | اصلاندوز        |
| گرمی          | انگوت           |

| نکته | * بعد از اتمام حرف ن، حرف م به شهرهای دارای پلاک اتمام یافته اختصاص می‌یابد. |

### استان اصفهان(۱۳، ۲۳، ۴۳، ۵۳، ۶۷)
| شهرستان         | کد                                                 |
| --------------- | -------------------------------------------------- |
| اصفهان (۲۹)     | ۱۳ تمام حروف ۵۳ ب ج د س ص ق ل و ۶۷ ب ج د س ط ل ن و |
| شاهین‌شهر (۴)    | ۴۳ د ل / ۵۳ م / ۶۷ ق                               |
| نجف‌آباد (۴)     | ۲۳ ج / ۴۳ م / ۵۳ ن / ۶۷ م                          |
| کاشان (۴)       | ۲۳ ب / ۴۳ و / ۵۳ ه‍ / ۲۳ ل*                          |
| خمینی‌شهر (۳)    | ۲۳ س / ۴۳ ن / ۵۳ ی                                 |
| لنجان (۳)       | ۲۳ ی / ۴۳ ه‍ / ۶۷ ص*                                 |
| فلاورجان (۳)    | ۲۳ ه‍ / ۴۳ ی / ۶۷ ص*                                 |
| شهرضا (۲)       | ۲۳ د / ۵۳ ط                                        |
| مبارکه (۲)      | ۴۳ ج ط                                             |
| گلپایگان        | ۲۳ ص                                               |
| نطنز            | ۲۳ ط                                               |
| اردستان         | ۲۳ ق                                               |
| خوانسار         | ۲۳ ل*                                              |
| نائین           | ۲۳ م                                               |
| سمیرم           | ۲۳ ن                                               |
| فریدون‌شهر       | ۲۳ و                                               |
| فریدن           | ۴۳ ب                                               |
| آران و بیدگل    | ۴۳ س                                               |
| تیران و کرون    | ۴۳ ص                                               |
| دهاقان          | ۴۳ ق                                               |
| شهرستان         | شهرستان تابع                                       |
| اصفهان          | کوهپایه، جرقویه، ورزنه، هرند                       |
| شاهین‌شهر و میمه | بُرخوار                                             |
| نائین           | خور و بیابانک                                      |
| فریدن (داران)   | چادگان، بوئین و میاندشت                            |

| نکته | * ۲۳ ل - کد مشترک خوانسار و کاشان                                                                  |
| نکته | * ۶۷ ص - کد مشترک لنجان و فلاورجان (تا سرشماره ۲۹ اختصاصی لنجان و از سرشماره ۳۱ مشترک با فلاورجان) |

### استان البرز(۲۱، ۳۰، ۳۸، ۶۸، ۷۸)
نکته: با اتمام کد پلاک شهرستان‌های ساوجبلاغ، طالقان، چهارباغ و نظرآباد؛ کد پلاک کل شهرستان‌های استان البرز با هم واگذار می‌شود.
| شهرستان       | کد                                             |
| ------------- | ---------------------------------------------- |
| کرج (۲۵)      | ۶۸ تمام حروف / ۲۱ و ۳۸ ب د س م ن ه‍ ی ۳۰ د س ل م |
| ساوجبلاغ (۱۳) | ۷۸ ط / ۲۱ ص ۳۸ ب د س م ن ه‍ ی ۳۰ د س ل م         |
| شهرستان       | شهرستان تابع                                   |
| کرج           | فردیس، اشتهارد                                 |
| ساوجبلاغ      | طالقان، نظرآباد، چهارباغ                       |

### استان ایلام(۹۸)
| شهرستان   | کد             |
| --------- | -------------- |
| ایلام (۴) | ۹۸ ب ج د س     |
| مهران     | ۹۸ ص           |
| دره‌شهر    | ۹۸ ط           |
| دهلران    | ۹۸ ق           |
| چرداول    | ۹۸ ل           |
| ایوان     | ۹۸ م           |
| آبدانان   | ۹۸ ن           |
| شهرستان   | شهرستان تابع   |
| ایلام     | چوار           |
| مهران     | ملکشاهی        |
| دره شهر   | بدره           |
| چرداول    | سیروان، هلیلان |

### استان بوشهر(۴۸، ۵۸)
| شهرستان     | کد             |
| ----------- | -------------- |
| بوشهر (۶)   | ۴۸ ب ج د س ص ط |
| دشتستان (۲) | ۵۸ ب م         |
| کنگان       | ۵۸ د           |
| گناوه       | ۵۸ ج           |
| تنگستان     | ۵۸ س           |
| دشتی        | ۵۸ ص           |
| دیر         | ۵۸ ط           |
| دیلم        | ۵۸ ق           |
| جم          | ۵۸ د ل         |
| شهرستان     | شهرستان تابع   |
| گنگان       | عسلویه         |

### استان تهران(۱۱، ۲۲، ۳۳، ۴۴، ۵۵، ۶۶، ۷۷، ۸۸، ۹۹، ۱۰، ۲۰، ۳۰، ۴۰، ۵۰، ۶۰، ۲۱، ۳۸، ۷۸)
| شهرستان      | کد                                                                                   |
| ------------ | ------------------------------------------------------------------------------------ |
| تهران (۱۸۲)  | ۱۱، ۲۲، ۳۳، ۴۴، ۵۵، ۶۶، ۷۷، ۸۸، ۹۹، ۱۰، ۲۰، ۴۰، ۵۰، ۷۸ ن، ۶۰ ب ج د س ص ط ق ل م ن و ه‍ |
| شهریار (۱۳)  | ۷۸ د ه‍ / ۲۱ د ط ل ه‍ ۳۸ ج ط و / ۳۰ ب ق ن ی                                              |
| رباط‌کریم (۷) | ۷۸ ج م / ۲۱ ج ق / ۳۸ ل / ۳۰ ج و                                                      |
| ورامین (۵)   | ۷۸ س / ۲۱ س م / ۳۸ ص / ۳۰ ط*                                                         |
| اسلامشهر (۵) | ۷۸ ب ی / ۲۱ ب / ۳۸ ق / ۳۰ ص                                                          |
| پاکدشت (۳)   | ۷۸ ل / ۲۱ ن / ۳۰ ط*                                                                  |
| دماوند (۳)   | ۷۸ ص / ۲۱ ی / ۳۰ ه                                                                   |
| فیروزکوه     | ۷۸ ق                                                                                 |
| شهرری، تهران | ۷۸ ن                                                                                 |
| شمیرانات     | ۷۸ و                                                                                 |
| شهرستان      | شهرستان تابع                                                                         |
| شهریار       | ملارد، قدس                                                                           |
| رباط‌کریم     | بهارستان                                                                             |
| ورامین       | پیشوا، قرچک                                                                          |
| دماوند       | پردیس                                                                                |

### استان چهارمحال و بختیاری(۷۱، ۸۱)
| شهرستان    | کد                      |
| ---------- | ----------------------- |
| شهرکرد (۶) | ۷۱ ب ج د س ص ط          |
| بروجن (۲)  | ۸۱ ب ق                  |
| اردل       | ۸۱ ج                    |
| فارسان     | ۸۱ د                    |
| لردگان (۲) | ۸۱ س ط                  |
| کوهرنگ     | ۸۱ ص                    |
| شهرستان    | شهرستان تابع            |
| شهرکرد     | سامان، بن، کیار، فرخ‌شهر |
| لردگان     | خانمیرزا، فلارد         |

### استان خراسان جنوبی(۳۲، ۴۲، ۵۲)
| شهرستان     | کد                |
| ----------- | ----------------- |
| بیرجند (۵)  | ۳۲ د / ۵۲ ب ج د س |
| قائنات (۲)  | ۵۲ ص / ۳۲ ن       |
| فردوس (۲)   | ۳۲ و / ۵۲ ط       |
| نهبندان (۲) | ۳۲ ی / ۵۲ ق       |
| سربیشه (۲)  | ۵۲ ل / ۴۲ ه       |
| شهرستان     | شهرستان تابع      |
| بیرجند      | درمیان، خوسف      |
| فردوس       | سرایان، بشرویه    |
| قائنات      | زیرکوه            |

### استان خراسان رضوی(۱۲، ۳۲، ۴۲، ۳۶، ۷۴)
نکته: با اتمام کد ۳۲و برای شهر مشهد، از این پس برای شهر مشهد از پلاک‌های فک‌شده استفاده خواهد شد.
| شهرستان         | کد                                                                         |
| --------------- | -------------------------------------------------------------------------- |
| مشهد (۳۶)       | ۱۲ تمام حروف ۳۲ و* / ۴۲ ج* ق* و* ه‍* ۳۶ ب ج د س ص ط و ه‍ ۷۴ ب د س ص ق م ن و ه‍ ی |
| نیشابور (۴)     | ۳۲ ب ی* / ۳۶ ل / ۷۴ ط                                                      |
| سبزوار (۴)      | ۳۲ ج / ۴۲ ن* / ۳۶ م / ۷۴ ل                                                 |
| تربت حیدریه (۴) | ۳۲ ل ن* / ۳۶ ن / ۴۲ ی*                                                     |
| کاشمر (۲)       | ۳۲ م / ۳۶ ق                                                                |
| تربت جام (۲)    | ۳۲ ص / ۳۶ ی                                                                |
| قوچان (۲)       | ۳۲ ط / ۷۴ ج                                                                |
| گناباد (۲)      | ۳۲ ق / ۴۲ م*                                                               |
| تایباد (۱)      | ۳۲ ه                                                                       |
| فریمان          | ۴۲ ب                                                                       |
| سرخس            | ۴۲ د                                                                       |
| درگز            | ۴۲ س                                                                       |
| خواف (۱)        | ۴۲ ص                                                                       |
| چناران (۱)      | ۴۲ ط                                                                       |
| بردسکن          | ۴۲ ل                                                                       |
| رشتخوار         | ۴۲ م*                                                                      |
| کلات            | ۴۲ ی*                                                                      |
| شهرستان         | شهرستان تابع                                                               |
| مشهد            | بینالود                                                                    |
| نیشابور         | فیروزه، زبرخان، میان جلگه                                                  |
| سبزوار          | جوین، خوشاب، داورزن، جغتای، ششتمد                                          |
| تربت حیدریه     | زاوه، مه‌ولات                                                               |
| کاشمر           | خلیل‌آباد، کوهسرخ                                                           |
| تربت جام        | صالح‌آباد                                                                   |
| گناباد          | بجستان                                                                     |
| چناران          | گلبهار                                                                     |

| نکته | * ۳۲ ن - کد مشترک قائن و تربت حیدریه (تا سرشماره ۳۴ اختصاصی قائن و از سرشماره ۳۵ به بعد اختصاصی تربت حیدریه)                              |
| نکته | * ۳۲ و - کد مشترک فردوس و مشهد (تا سرشماره ۳۴ اختصاصی فردوس و از سرشماره ۳۵ به بعد اختصاصی مشهد)                                          |
| نکته | * ۳۲ ی - کد مشترک نهبندان و نیشابور (تا سرشماره ۱۶ اختصاصی نهبندان و از سرشماره ۱۷ به بعد اختصاصی نیشابور)                                |
| نکته | * ۴۲ ج - کد مشترک شیروان و مشهد (تا سرشماره ۱۴ اختصاصی شیروان و از سرشماره ۱۵ تا ۳۶ مشترک با مشهد و از سرشماره ۳۷ به بعد اختصاصی مشهد)    |
| نکته | * ۴۲ ق - کد مشترک اسفراین و مشهد (تا سرشماره ۳۲ اختصاصی اسفراین و از سرشماره ۳۳ اختصاصی مشهد)                                             |
| نکته | * ۴۲ م - کد مشترک گناباد و رشتخوار (تا سرشماره ۳۶ اختصاصی رشتخوار و از سرشماره ۳۷ مشترک با گناباد)                                        |
| نکته | * ۴۲ ن -کد مشترک جاجرم و سبزوار (تا سرشماره ۱۴ اختصاصی جاجرم و از سرشماره ۱۵ تا ۱۷ مشترک با سبزوار و از سرشماره ۱۸ به بعد اختصاصی سبزوار) |
| نکته | * ۴۲ و - کد مشترک سملقان و مشهد (تا سرشماره ۱۳ اختصاصی سملقان و از سرشماره ۱۴ تا ۱۸ مشترک با مشهد و از سرشماره ۱۹ به بعد اختصاصی مشهد)    |
| نکته | * ۴۲ ه‍ - کد مشترک سربیشه و مشهد (تا سرشماره ۱۲ اختصاصی سربیشه و از سرشماره ۱۳ به بعد اختصاصی مشهد)                                         |
| نکته | * ۴۲ ی - کد مشترک کلات و تربت حیدریه (تا سرشماره ۲۱ اختصاصی کلات و از سرشماره ۲۲ مشترک با تربت حیدریه)                                    |

### استان خراسان شمالی(۲۶، ۳۲، ۴۲)
| شهرستان     | کد                |
| ----------- | ----------------- |
| بجنورد (۵)  | ۳۲ س / ۲۶ ب ج د س |
| شیروان (۲)  | ۲۶ ص / ۴۲ ج       |
| اسفراین (۲) | ۲۶ ط / ۴۲ ق       |
| جاجرم (۲)   | ۲۶ ق / ۴۲ ن       |
| سملقان (۲)  | ۲۶ ل / ۴۲ و       |
| فاروج (۲)   | ۲۶ م / ۴۲ ج       |
| شهرستان     | شهرستان تابع      |
| بجنورد      | راز و جرگلان      |
| اسفراین     | بام و صفی‌آباد     |
| جاجرم       | گرمه              |
| سملقان      | مانه              |

### استان خوزستان(۱۴، ۲۴، ۳۴)
| شهرستان     | کد                  |
| ----------- | ------------------- |
| اهواز (۱۴)  | ۱۴ تمام حروف / ۳۴ ی |
| دزفول (۴)   | ۲۴ د / ۳۴ ص و م     |
| ماهشهر (۳)  | ۲۴ ط ه‍ * / ۳۴ ط      |
| آبادان (۳)  | ۲۴ ب ق* / ۳۴ ق      |
| بهبهان (۲)  | ۲۴ س / ۳۴ ن         |
| شوشتر (۲)   | ۲۴ ن / ۳۴ ه         |
| گتوند (۲)   | ۲۴ ن / ۳۴ ه         |
| خرمشهر (۲)  | ۲۴ ج / ۳۴ د*        |
| مسجدسلیمان  | ۲۴ ص                |
| دشت آزادگان | ۲۴ ق*               |
| رامهرمز     | ۲۴ ل                |
| اندیمشک (۲) | ۲۴ م / ۳۴ س*        |
| شوش (۲)     | ۲۴ و / ۳۴ ب*        |
| شادگان      | ۲۴ ه‍ *               |
| ایذه (۲)    | ۲۴ ی / ۳۴ ل         |
| باغملک      | ۳۴ ب*               |
| امیدیه      | ۳۴ ج                |
| هندیجان     | ۳۴ د*               |
| لالی        | ۳۴ س*               |
| شهرستان     | شهرستان تابع        |
| اهواز       | باوی، حمیدیه، کارون |
| بهبهان      | آغاجاری             |
| مسجدسلیمان  | اندیکا              |
| دشت آزادگان | هویزه               |
| ایذه        | دزپارت              |
| رامهرمز     | رامشیر، هفتکل       |
| شوش         | کرخه                |
| باغملک      | صیدون               |

| نکته | * ۳۴ ب - کد مشترک باغملک و شوش                                                                  |
| نکته | * ۳۴ د - کد مشترک هندیجان و خرمشهر                                                              |
| نکته | * ۳۴ س - کد مشترک لالی و اندیمشک                                                                |
| نکته | * ۲۴ ق - کد مشترک دشت آزادگان و آبادان                                                          |
| نکته | * ۲۴ ه‍ - کد مشترک شادگان و ماهشهر (تا سرشماره ۵۳ اختصاصی شادگان و از سرشماره ۵۴ مشترک با ماهشهر) |

### استان زنجان(۸۷، ۹۷)
| شهرستان     | کد                 |
| ----------- | ------------------ |
| زنجان (۸)   | ۸۷ ب ج د س ص ط ق ل |
| ابهر (۳)    | ۹۷ ب ق ل           |
| خدابنده (۲) | ۹۷ ج م             |
| خرمدره(۲)   | ۹۷ د ن             |
| ایجرود      | ۹۷ س               |
| طارم        | ۹۷ ص               |
| ماه‌نشان     | ۹۷ ط               |
| شهرستان     | شهرستان تابع       |
| ابهر        | سلطانیه            |

### استان سمنان(۸۶، ۹۶)
| شهرستان    | کد           |
| ---------- | ------------ |
| سمنان (۳)  | ۸۶ ب ج د     |
| شاهرود (۳) | ۹۶ ج ص ط     |
| گرمسار     | ۹۶ د         |
| دامغان     | ۹۶ ب         |
| مهدی‌شهر    | ۹۶ س         |
| شهرستان    | شهرستان تابع |
| سمنان      | سرخه         |
| شاهرود     | میامی        |
| گرمسار     | آرادان       |

### استان سیستان و بلوچستان(۸۵، ۹۵)
| شهرستان      | کد                         |
| ------------ | -------------------------- |
| زاهدان (۸)   | ۸۵ ب ج د س ص ط ق ل         |
| زابل (۳)     | ۹۵ ب ل و                   |
| ایرانشهر (۲) | ۹۵ ج م                     |
| سراوان (۲)   | ۹۵ س ن                     |
| نیکشهر       | ۹۵ ص                       |
| خاش          | ۹۵ د                       |
| سرباز        | ۹۵ ط                       |
| چابهار       | ۹۵ ق                       |
| شهرستان      | شهرستان تابع               |
| زاهدان       | میرجاوه                    |
| زابل         | زهک، نیمروز، هامون، هیرمند |
| ایرانشهر     | دلگان، بمپور               |
| سراوان       | سیب و سوران، مهرستان، گلشن |
| نیکشهر       | فنوج، قصرقند، لاشار        |
| خاش          | تفتان                      |
| سرباز        | راسک                       |
| چابهار       | کنارک، دشتیاری، زرآباد     |

### استان فارس(۶۳، ۷۳، ۸۳، ۹۳)
| شهرستان        | کد                                               |
| -------------- | ------------------------------------------------ |
| شیراز (۲۸)     | ۶۳ تمام حروف ۹۳ تمام حروف ۸۳ ص* ج* ط*            |
| کازرون (۷)     | ۷۳ ص / ۸۳ ن ص* ج* ط*/ ۹۳ و* ی*                   |
| لارستان (۳)    | ۷۳ ج / ۸۳ م / ۹۳ ل                               |
| مرودشت (۶)     | ۷۳ ل / ۸۳ و ص* ج* ط*/ ۹۳ و*                      |
| جهرم (۲)       | ۷۳ ب / ۸۳ ه                                      |
| فسا (۲)        | ۷۳ س / ۸۳ ی                                      |
| داراب (۲)      | ۷۳ د / ۸۳ س*                                     |
| فیروز آباد (۵) | ۷۳ ط / ۹۳ و* / ۸۳ ص* ج* ط*                       |
| آباده (۲)      | ۷۳ ق* / ۸۳ ق*                                    |
| لامرد          | ۷۳ م                                             |
| نی‌ریز          | ۷۳ ن                                             |
| استهبان        | ۷۳ و                                             |
| اقلید          | ۷۳ ه                                             |
| سپیدان         | ۷۳ ی*                                            |
| نورآباد (۲)    | ۸۳ ب / ۷۳ ی*                                     |
| زرین‌دشت (۲)    | ۸۳ ج* ط*                                         |
| قیر و کارزین   | ۸۳ د                                             |
| مُهر            | ۸۳ س*                                            |
| ارسنجان (۳)    | ۸۳ ص* ج* ط*                                      |
| خرم بید        | ۸۳ ط*                                            |
| بوانات         | ۸۳ ق*                                            |
| فراشبند        | ۸۳ ل                                             |
| شهرستان        | شهرستان تابع                                     |
| شیراز          | سروستان، کوار، خرامه، زرقان، دشت ارژن، خان زنیان |
| لارستان        | خنج، گراش، اوز، جویم                             |
| مرودشت         | پاسارگاد                                         |
| کازرون         | کوه‌چنار                                          |
| جهرم           | خفر                                              |
| نی‌ریز          | بختگان                                           |
| سپیدان         | بیضا                                             |
| نورآباد        | رستم                                             |
| بوانات         | سرچهان                                           |

| نکته | * ۸۳ س - کد مشترک داراب و مُهر (تا سرشماره ۳۸ اختصاصی مُهر/ از سرشماره ۳۹ مشترک با داراب)                          |
| نکته | * ۹۳ و - کد مشترک شیراز و مرودشت و کازرون (تا سرشماره ۳۹ اختصاصی مرودشت / از سرشماره ۴۱ مشترک با شیراز و کازرون) |
| نکته | * ۹۳ ی - کد مشترک شیراز و کازرون (تا سرشماره ۱۶ اختصاصی کازرون / از سرشماره ۱۷ مشترک با شیراز)                   |
| نکته | با اتمام پلاک شهرستان‌هایی که پلاک آنها رو به اتمام است از پلاک‌های فک شده همان شهرستان استفاده خواهد شد.          |

### استان قزوین(۷۹، ۸۹)
| شهرستان       | کد                     |
| ------------- | ---------------------- |
| قزوین (۱۰)    | ۷۹ ب ج د س ص ط ق ل م ن |
| تاکستان (۲)   | ۸۹ ب س                 |
| بوئین‌زهرا (۲) | ۸۹ ج ص                 |
| آبیک (۲)      | ۸۹ د ط                 |
| شهرستان       | شهرستان تابع           |
| قزوین         | البرز                  |
| بوئین‌زهرا     | آوج                    |

### استان قم(۱۶)
| شهرستان | کد            |
| ------- | ------------- |
| قم (۱۳) | ۱۶ تمام حروف  |
| شهرستان | شهرستان تابع  |
| قم      | کهک، جعفرآباد |

### استان کردستان(۵۱، ۶۱)
| شهرستان    | کد             |
| ---------- | -------------- |
| سنندج(۶)   | ۵۱ ب ج د س ص ط |
| سقز (۳)    | ۶۱ ب م         |
| قروه (۲)   | ۶۱ س ن         |
| مریوان (۳) | ۶۱ ص و ی       |
| بانه (۲)   | ۶۱ د ه         |
| بیجار      | ۶۱ ج           |
| دیواندره   | ۶۱ ط           |
| کامیاران   | ۶۱ ق           |
| سروآباد    | ۶۱ ل           |
| شهرستان    | شهرستان تابع   |
| قروه       | دهگلان         |

### استان کرمان(۴۵، ۶۵، ۷۵)
| شهرستان     | کد                                       |
| ----------- | ---------------------------------------- |
| کرمان (۱۳)  | ۴۵ ب ج د س ص ط ق ل م ن و ه ی             |
| رفسنجان (۴) | ۶۵ ب ی / ۷۵ س ل                          |
| سیرجان (۴)  | ۶۵ د / ۷۵ ب ص م                          |
| بم (۲)      | ۶۵ ج / ۷۵ ج                              |
| جیرفت (۲)   | ۶۵ ص / ۷۵ د                              |
| زرند (۲)    | ۶۵ ط / ۷۵ ط                              |
| کهنوج (۲)   | ۶۵ ق / ۷۵ ق                              |
| بافت        | ۶۵ س                                     |
| شهربابک     | ۶۵ ل                                     |
| بردسیر      | ۶۵ م                                     |
| منوجان      | ۶۵ ن                                     |
| عنبرآباد    | ۶۵ و                                     |
| راور        | ۶۵ ه                                     |
| شهرستان     | شهرستان تابع                             |
| رفسنجان     | انار                                     |
| بم          | فهرج، ریگان، نرماشیر، گنبکی              |
| زرند        | کوهبنان                                  |
| کهنوج       | قلعه گنج، رودبار جنوب، فاریاب، جازموریان |
| بافت        | رابر، ارزوئیه                            |

| با اتمام پلاک شهرستان‌های استان کرمان از پلاک‌های فک شده همان شهرستان که یک سال بدون کاربرد بوده استفاده می‌شود. |
| --- |

### استان کرمانشاه(۱۹، ۲۹)
| شهرستان           | کد           |
| ----------------- | ------------ |
| کرمانشاه (۱۳)     | ۱۹ تمام حروف |
| اسلام‌آباد غرب (۲) | ۲۹ ب ه       |
| گیلان غرب         | ۲۹ ج         |
| سرپل‌ذهاب (۲)      | ۲۹ د ی       |
| پاوه              | ۲۹ س         |
| کنگاور            | ۲۹ ص         |
| قصر شیرین         | ۲۹ ط         |
| سنقر              | ۲۹ ق         |
| جوانرود           | ۲۹ ل         |
| صحنه              | ۲۹ م         |
| هرسین             | ۲۹ ن         |
| ثلاث باباجانی     | ۲۹ و         |
| شهرستان           | شهرستان تابع |
| اسلام‌آباد غرب     | دالاهو       |
| جوانرود           | روانسر       |

### استان کهگیلویه و بویراحمد(۴۹)
| شهرستان      | کد                 |
| ------------ | ------------------ |
| بویراحمد (۳) | ۴۹ ب ج د           |
| گچساران (۲)  | ۴۹ ص ل             |
| کهگیلویه (۲) | ۴۹ ط م             |
| دنا          | ۴۹ ق               |
| شهرستان      | شهرستان تابع       |
| بویراحمد     | مارگون             |
| گچساران      | باشت               |
| کهگیلویه     | چرام، لنده و بهمئی |

### استان گلستان(۵۹، ۶۹)
| شهرستان        | کد               |
| -------------- | ---------------- |
| گرگان (۷)      | ۵۹ ب ج د س ص ط ق |
| گنبد کاووس (۳) | ۶۹ ب و ه         |
| بندرترکمن      | ۶۹ ج             |
| کردکوی         | ۶۹ د             |
| علی‌آباد        | ۶۹ س             |
| آزادشهر        | ۶۹ ص             |
| مینودشت        | ۶۹ ط             |
| بندرگز         | ۶۹ ق             |
| رامیان         | ۶۹ ل             |
| آق‌قلا          | ۶۹ م             |
| کلاله          | ۶۹ ن             |
| شهرستان        | شهرستان تابع     |
| بندر ترکمن     | گمیشان           |
| مینودشت        | گالیکش           |
| کلاله          | مراوه تپه        |

### استان گیلان(۴۶، ۵۶، ۷۶)
| شهرستان       | کد           |
| ------------- | ------------ |
| رشت (۱۳)      | ۴۶ تمام حروف |
| لاهیجان (۲)   | ۵۶ ج / ۷۶ د  |
| بندرانزلی (۲) | ۵۶ ب / ۷۶ س  |
| لنگرود (۲)    | ۵۶ م / ۷۶ ص  |
| تالش (۲)      | ۵۶ س / ۷۶ ط  |
| رودسر (۲)     | ۵۶ ص / ۷۶ ق  |
| آستارا        | ۵۶ د         |
| رودبار        | ۵۶ ط         |
| صومعه‌سرا      | ۵۶ ق         |
| فومن          | ۵۶ ل         |
| رضوان‌شهر      | ۵۶ ن         |
| املش          | ۵۶ و         |
| ماسال         | ۵۶ ه         |
| شفت           | ۵۶ ی         |
| سیاهکل        | ۷۶ ب         |
| آستانه اشرفیه | ۷۶ ج         |
| شهرستان       | شهرستان تابع |
| رشت           | خمام         |

### استان لرستان(۳۱، ۴۱)
| شهرستان      | کد               |
| ------------ | ---------------- |
| خرم‌آباد (۷)  | ۳۱ ب ج د س ص ط ق |
| بروجرد (۴)   | ۴۱ ب م ن ی       |
| دورود (۲)    | ۴۱ د و           |
| کوهدشت (۲)   | ۴۱ س و           |
| الیگودرز (۲) | ۴۱ ج ه           |
| دلفان        | ۴۱ ص             |
| ازنا         | ۴۱ ط             |
| پلدختر       | ۴۱ ق             |
| سلسله        | ۴۱ ل             |
| شهرستان      | شهرستان تابع     |
| خرم‌آباد      | چگنی             |
| کوهدشت       | رومشگان          |
| پلدختر       | معمولان          |

### استان مازندران(۶۲، ۷۲، ۸۲، ۹۲)
| شهرستان     | کد                       |
| ----------- | ------------------------ |
| ساری (۸)    | ۶۲ ب ج د س ص ط ق ل       |
| بابل (۶)    | ۷۲ ج / ۸۲ ج ص م / ۹۲ ج ص |
| آمل (۴)     | ۷۲ ب / ۸۲ د ق / ۹۲ ب     |
| قائم‌شهر (۴) | ۷۲ ل / ۸۲ س ن / ۹۲ س     |
| تنکابن (۳)  | ۷۲ د / ۸۲ ط / ۹۲ د       |
| بابلسر (۲)  | ۷۲ م / ۸۲ ل              |
| چالوس (۲)   | ۷۲ ن / ۸۲ و              |
| بهشهر (۲)   | ۷۲ ق / ۸۲ ه              |
| نوشهر (۲)   | ۷۲ ص / ۸۲ ی              |
| نور (۲)     | ۷۲ ط / ۷۲ ی              |
| رامسر       | ۷۲ س                     |
| محمودآباد   | ۷۲ و                     |
| نکا         | ۷۲ ه                     |
| جویبار      | ۷۲ ی                     |
| سوادکوه     | ۸۲ ب                     |
| شهرستان     | شهرستان تابع             |
| ساری        | میاندورود                |
| قائم‌شهر     | سیمرغ                    |
| تنکابن      | عباس‌آباد                 |
| بابلسر      | فریدون کنار              |
| چالوس       | کلاردشت                  |
| بهشهر       | گلوگاه                   |
| سوادکوه     | سوادکوه شمالی            |

### استان مرکزی(۴۷، ۵۷)
| شهرستان  | کد                   |
| -------- | -------------------- |
| اراک (۹) | ۴۷ ب ج د س ص ط ق ل م |
| ساوه (۴) | ۵۷ ب و ه‍ ی            |
| خمین (۲) | ۵۷ ج م               |
| محلات    | ۵۷ د                 |
| تفرش     | ۵۷ س                 |
| دلیجان   | ۵۷ ص                 |
| آشتیان   | ۵۷ ط                 |
| شازند    | ۵۷ ق                 |
| زرندیه   | ۵۷ ل                 |
| کمیجان   | ۵۷ ن                 |
| شهرستان  | شهرستان تابع         |
| اراک     | خنداب                |
| تفرش     | فراهان               |

### استان هرمزگان(۸۴، ۹۴)
| شهرستان      | کد                     |
| ------------ | ---------------------- |
| بندرعباس (۹) | ۸۴ ب ج د س ص ط ق ل م ن |
| میناب (۲)    | ۹۴ ب م                 |
| لنگه (۲)     | ۹۴ ج ن                 |
| رودان        | ۹۴ د                   |
| ابوموسی      | ۹۴ س                   |
| جاسک         | ۹۴ ص                   |
| بستک         | ۹۴ ط                   |
| حاجی‌آباد     | ۹۴ ق                   |
| قشم          | ۹۴ ل                   |
| شهرستان      | شهرستان تابع           |
| بندرعباس     | بندرخمیر               |
| میناب        | سیریک                  |
| لنگه         | پارسیان                |

### استان همدان(۱۸، ۲۸)
| شهرستان    | کد                     |
| ---------- | ---------------------- |
| همدان (۱۰) | ۱۸ ب ج د س ص ط ق ل م ن |
| ملایر (۳)  | ۲۸ ج ل ن               |
| نهاوند (۲) | ۲۸ ب م                 |
| تویسرکان   | ۲۸ د                   |
| کبودر آهنگ | ۲۸ س                   |
| رزن        | ۲۸ ص                   |
| بهار       | ۲۸ ط                   |
| اسدآباد    | ۲۸ ق                   |
| شهرستان    | شهرستان تابع           |
| همدان      | فامنین                 |
| رزن        | درگزین                 |

### استان یزد(۵۴، ۶۴)
| شهرستان  | کد                       |
| -------- | ------------------------ |
| یزد (۱۱) | ۵۴ ب ج د س ص ط ق ل م ن و |
| اردکان   | ۶۴ ب                     |
| تفت      | ۶۴ ج                     |
| میبد     | ۶۴ د                     |
| بافق     | ۶۴ س                     |
| مهریز    | ۶۴ ص                     |
| ابرکوه   | ۶۴ ط                     |
| طبس      | ۶۴ ق                     |
| خاتم     | ۶۴ ل                     |
| اشکذر    | ۶۴ م                     |
| شهرستان  | شهرستان تابع             |
| یزد      | زارچ                     |
| بافق     | بهاباد                   |
| خاتم     | مروست                    |

## شهرستان‌ها بر اساس عدد پلاک
| کد | شهرستان/استان                             | کد | شهرستان/استان                   | کد | شهرستان/استان                        |
| -- | ----------------------------------------- | -- | ------------------------------- | -- | ------------------------------------ |
| ۱۰ | شهر تهران (پایان شماره‌گذاری)              | ۴۰ | شهر تهران (پایان شماره‌گذاری)    | ۷۰ | ذخیره                                |
| ۱۱ | شهر تهران (پایان شماره‌گذاری)              | ۴۱ | استان لرستان                    | ۷۱ | شهرکرد                               |
| ۱۲ | شهر مشهد (پایان شماره‌گذاری)               | ۴۲ | استان‌های خراسان                 | ۷۲ | استان مازندران                       |
| ۱۳ | شهر اصفهان (پایان شماره‌گذاری)             | ۴۳ | استان اصفهان                    | ۷۳ | استان فارس                           |
| ۱۴ | شهر اهواز (پایان شماره‌گذاری)              | ۴۴ | شهر تهران (پایان‌شماره‌گذاری)     | ۷۴ | استان خراسان رضوی (پایان شماره‌گذاری) |
| ۱۵ | شهر تبریز (پایان شماره‌گذاری)              | ۴۵ | شهر کرمان                       | ۷۵ | استان کرمان                          |
| ۱۶ | استان قم (پایان شماره‌گذاری)               | ۴۶ | شهر رشت                         | ۷۶ | استان گیلان                          |
| ۱۷ | شهر ارومیه (پایان شماره‌گذاری)             | ۴۷ | شهر اراک                        | ۷۷ | شهر تهران (پایان شماره‌گذاری)         |
| ۱۸ | شهر همدان                                 | ۴۸ | شهر بوشهر                       | ۷۸ | استان‌های تهران و البرز               |
| ۱۹ | شهر کرمانشاه (پایان شماره‌گذاری)           | ۴۹ | استان کهگیلویه و بویراحمد       | ۷۹ | شهر قزوین                            |
| ۲۰ | شهر تهران (پایان شماره‌گذاری)              | ۵۰ | شهر تهران (پایان شماره‌گذاری)    | ۸۰ | ذخیره                                |
| ۲۱ | استان‌های تهران و البرز (پایان شماره‌گذاری) | ۵۱ | شهر سنندج                       | ۸۱ | استان چهارمحال و بختیاری             |
| ۲۲ | شهر تهران (پایان شماره‌گذاری)              | ۵۲ | استان خراسان جنوبی              | ۸۲ | استان مازندران                       |
| ۲۳ | استان اصفهان                              | ۵۳ | استان اصفهان (پایان شماره‌گذاری) | ۸۳ | استان فارس                           |
| ۲۴ | استان خوزستان (پایان شماره‌گذاری)          | ۵۴ | شهر یزد                         | ۸۴ | شهر بندرعباس                         |
| ۲۵ | استان آذربایجان شرقی                      | ۵۵ | شهر تهران (پایان شماره‌گذاری)    | ۸۵ | شهر زاهدان                           |
| ۲۶ | استان خراسان شمالی                        | ۵۶ | استان گیلان                     | ۸۶ | شهر سمنان                            |
| ۲۷ | استان آذربایجان غربی                      | ۵۷ | استان مرکزی                     | ۸۷ | شهر زنجان                            |
| ۲۸ | استان همدان                               | ۵۸ | استان بوشهر                     | ۸۸ | شهر تهران (پایان شماره‌گذاری)         |
| ۲۹ | استان کرمانشاه                            | ۵۹ | شهر گرگان                       | ۸۹ | استان قزوین                          |
| ۳۰ | استان‌های تهران و البرز                    | ۶۰ | شهر تهران                       | ۹۰ | ذخیره                                |
| ۳۱ | شهر خرم‌آباد                               | ۶۱ | استان کردستان                   | ۹۱ | استان اردبیل                         |
| ۳۲ | استان‌های خراسان (پایان شماره‌گذاری)        | ۶۲ | شهر ساری                        | ۹۲ | استان مازندران                       |
| ۳۳ | شهر تهران (پایان شماره‌گذاری)              | ۶۳ | شهر شیراز (پایان شماره‌گذاری)    | ۹۳ | استان فارس (پایان شماره‌گذاری)        |
| ۳۴ | استان خوزستان                             | ۶۴ | استان یزد                       | ۹۴ | استان هرمزگان                        |
| ۳۵ | استان آذربایجان شرقی                      | ۶۵ | استان کرمان                     | ۹۵ | استان سیستان و بلوچستان              |
| ۳۶ | استان خراسان رضوی (پایان شماره‌گذاری)      | ۶۶ | شهر تهران (پایان شماره‌گذاری)    | ۹۶ | استان سمنان                          |
| ۳۷ | استان آذربایجان غربی                      | ۶۷ | استان اصفهان                    | ۹۷ | استان زنجان                          |
| ۳۸ | استان‌های تهران و البرز (پایان شماره‌گذاری) | ۶۸ | شهر کرج (پایان شماره‌گذاری)      | ۹۸ | استان ایلام                          |
| ۳۹ | استان کرمانشاه                            | ۶۹ | استان گلستان                    | ۹۹ | شهر تهران (پایان شماره‌گذاری)         |

## پلاک موتورسیکلت‌ها
این نوع پلاک ویژهٔ موتورسیکلت‌ها است که فقط در قسمت عقب وسیله نقلیه نصب می‌شود و این پلاک به صورت مستطیل بوده و اندازه آن مطابق با استاندارد پلاک‌های موتورسیکلت در اروپا است. این پلاک به سه بخش تقسیم می‌شود که در قسمت بالا چپ، مستطیل آبی‌رنگ با پرچم و نوشتهٔ I.R. IRAN قرار گرفته است. در قسمت بالا یک عدد سه‌رقمی وجود دارد که نشانگر محل صدور پلاک است. در پایین نیز یک عدد پنج‌رقمی وجود دارد.
| پلاک موتورسیکلت‌ها | پلاک موتورسیکلت‌ها             | پلاک موتورسیکلت‌ها | پلاک موتورسیکلت‌ها | پلاک موتورسیکلت‌ها       | پلاک موتورسیکلت‌ها                      |
| R                 | استان                         | کد پلاک | R                 | استان                   | کد پلاک                                |
| ----------------- | ----------------------------- | --- | ----------------- | ----------------------- | -------------------------------------- |
| ۱                 | شهر تهران (۴۶)                | ۱۱۱، ۱۱۲، ۱۱۳، ۱۱۴، ۱۱۵، ۱۱۶، ۱۱۷، ۱۱۸، ۱۱۹، ۱۲۱، ۱۲۲، ۱۲۳، ۱۲۴، ۱۲۵، ۱۲۶، ۱۲۷، ۱۲۸، ۱۲۹، ۱۳۱، ۱۳۲، ۱۳۳، ۱۳۴، ۱۳۵، ۱۳۶، ۱۳۷، ۱۳۸، ۱۳۹، ۱۴۱، ۱۴۲، ۱۴۳، ۱۴۴، ۱۴۵، ۱۴۶، ۱۴۷، ۱۴۸، ۱۴۹، ۱۵۱، ۱۵۲، ۱۵۳، ۱۵۴، ۱۵۵، ۱۵۶، ۱۵۷، ۱۵۸، ۱۵۹، ۱۶۱ | ۱۷                | اردبیل (۳)              | ۴۴۲، ۴۴۳، ۴۴۴                          |
| ۲                 | خراسان رضوی (۲۲)              | ۷۶۱، ۷۶۲، ۷۶۳، ۷۶۴، ۷۶۵، ۷۶۶، ۷۶۷، ۷۶۸، ۷۶۹، ۷۷۱، ۷۷۲، ۷۷۳، ۷۷۴، ۷۷۵، ۷۷۶، ۷۷۷، ۷۷۸، ۸۵۷، ۸۵۸، ۸۵۹؛۸۶۱،۸۶۲ | ۱۸                | قزوین (۵)               | ۵۲۳، ۵۲۴، ۵۲۵، ۵۲۶، ۵۲۷                |
| ۳                 | اصفهان (۲۱)                   | ۶۱۸، ۶۱۹، ۶۲۱، ۶۲۲، ۶۲۳، ۶۲۴، ۶۲۵، ۶۲۶، ۶۲۷، ۶۲۸، ۶۲۹، ۶۳۱، ۶۳۲، ۶۳۳، ۶۳۴، ۶۳۵، ۶۳۶، ۸۶۳، ۸۶۴، ۸۶۵، ۸۶۶ | ۱۹                | قم (۶)                  | ۶۱۱، ۶۱۲، ۶۱۳، ۶۱۴، ۶۱۵، ۶۱۶           |
| ۴                 | فارس (۱۳)                     | ۶۸۷، ۶۸۸، ۶۸۹، ۶۹۱، ۶۹۲، ۶۹۳، ۶۹۴، ۶۹۵، ۶۹۶، ۶۹۷، ۶۹۸، ۶۹۹، ۷۱۱ | ۲۰                | کردستان (۳)             | ۴۶۱، ۴۶۲، ۴۶۳                          |
| ۵                 | خوزستان (۸)                   | ۵۶۳، ۵۶۴، ۵۶۵، ۵۶۶، ۵۶۷، ۵۶۸، ۵۶۹، ۸۵۱ | ۲۱                | کرمان (۸)               | ۸۱۲، ۸۱۳، ۸۱۴، ۸۱۵، ۸۱۶، ۸۱۷، ۸۱۸، ۸۷۸ |
| ۶                 | آذربایجان شرقی (۱۰)           | ۳۹۱، ۳۹۲، ۳۹۳، ۳۹۴، ۳۹۵، ۳۹۶، ۳۹۷، ۳۹۸، ۳۹۹، ۴۱۱ | ۲۲                | کرمانشاه (۵)            | ۵۱۴، ۵۱۵، ۵۱۶، ۵۱۷، ۵۱۸                |
| ۷                 | آذربایجان غربی (۹)            | ۳۷۱، ۳۷۲، ۳۷۳، ۳۷۴، ۳۷۵، ۳۷۶، ۳۷۷، ۳۷۸، ۳۷۹ | ۲۳                | کهگیلویه و بویراحمد (۲) | ۵۷۱، ۵۷۲                               |
| ۸                 | مرکزی (۸)                     | ۵۳۱، ۵۳۲، ۵۳۳، ۵۳۴، ۵۳۵، ۵۳۶، ۵۳۷، ۸۷۲ | ۲۴                | گلستان (۵)              | ۵۹۴، ۵۹۵، ۵۹۶، ۵۹۷، ۵۹۸                |
| ۹                 | چهارمحال و بختیاری (۲)        | ۵۵۵، ۵۵۶ | ۲۵                | گیلان (۸)               | ۵۷۸، ۵۷۹، ۵۸۱، ۵۸۲، ۵۸۳، ۵۸۴، ۵۸۵، ۸۶۸ |
| ۱۰                | خراسان جنوبی (۲)              | ۷۹۱، ۷۹۲ | ۲۶                | لرستان (۶)              | ۵۳۸، ۵۳۹، ۵۴۱، ۵۴۲، ۵۴۳، ۵۴۴           |
| ۱۱                | بوشهر (۵)                     | ۸۲۷، ۸۲۸، ۸۲۹، ۸۳۱، ۸۳۲ | ۲۷                | مازندران (۵)            | ۵۸۶، ۵۸۷، ۵۸۸، ۵۸۹، ۵۹۱                |
| ۱۲                | خراسان شمالی (۳)              | ۷۷۹، ۷۸۱، ۷۸۲ | ۲۸                | ایلام (۲)               | ۵۴۷، ۵۴۸                               |
| ۱۳                | البرز و شهرستان‌های تهران (۱۳) | ۳۱۹، ۳۲۱، ۳۲۲، ۳۲۳، ۳۲۴، ۳۲۵، ۳۲۶، ۳۲۷، ۳۲۸، ۳۲۹، ۳۳۱، ۳۳۲، ۳۳۳ | ۲۹                | هرمزگان (۶)             | ۸۳۵، ۸۳۶، ۸۳۷، ۸۳۸، ۸۳۹، ۸۴۱           |
| ۱۴                | زنجان (۴)                     | ۴۷۹، ۴۸۱، ۴۸۲، ۴۸۳ | ۳۰                | همدان (۵)               | ۴۹۸، ۴۹۹، ۵۱۱، ۵۱۲، ۵۱۳                |
| ۱۵                | سمنان(۴)                      | ۷۵۱، ۷۵۲، ۷۵۳، ۷۵۴ | ۳۱                | یزد (۶)                 | ۶۳۷، ۶۳۸، ۶۳۹، ۶۴۱، ۶۴۲، ۶۴۳           |
| ۱۶                | سیستان و بلوچستان (۵)         | ۸۱۹، ۸۲۱، ۸۲۲، ۸۲۳، ۸۲۴ |                   |                         |                                        |

## پلاک مناطق آزاد تجاری
این نوع پلاک ویژهٔ مناطق آزاد تجاری است. این پلاک به شکل مستطیل است و برخلاف سایر پلاک‌های مورد استفاده اندازهٔ آن به صورت استاندارد آمریکایی (پلاک‌های استاندارد آمریکایی با ۱۲ اینچ طول و ۶ اینچ عرض) است. در سمت راست و قسمت بالای آن عدد پنج‌رقمی به فارسی و در قسمت پایین آن عدد پنج‌رقمی به لاتین نوشته شده و در سمت چپ این پلاک یک نوار آبی وجود دارد که در قسمت بالا پرچم جمهوری اسلامی ایران و مخفف I.R.IRAN به معنی جمهوری اسلامی ایران و در قسمت پایین آن نشان منطقه آزاد تجاری و نام آن به لاتین نوشته شده است.
اعداد و حروف این پلاک مشکی است و بر روی یک پس‌زمینهٔ سفیدرنگ چاپ می‌شود.
مردادماه ۱۳۹۶ پلیس راهور از پلاک‌های جدید منطقهٔ آزاد رونمایی کرد که مشخصات بارز آن یکسان‌سازی پلاک تمامی مناطق آزاد و تخصیص کد عددی علاوه بر درج نام و لوگوی منطقهٔ آزاد در سمت راست پلاک است؛ که همانند قبل حروف به صورت فارسی در بالا و به صورت انگلیسی در پایین نوشته می‌شود. به‌طور مثال کد ۱۱ مربوط به خودروهای شخصی پلاک سفید منطقه آزاد قشم و کد ۱۲ مربوط که خودروهای تاکسی و عمومی پلاک زرد است. (با کدهای پلاک ملی اشتباه گرفته نشود). هم‌اکنون این پلاک جایگزین پلاک‌های طرح قدیم شده و مالکین خودروهای منطقهٔ آزاد می‌توانند نسبت به تعویض پلاک خودروی خود به پلاک جدید اقدام کنند.
پلاک طرح قدیم مناطق آزاد تجاری در ایران
| استان             | مرکز سازمان     | نام منطقه | پلاک طرح قدیم | کد جدید              |
| ----------------- | --------------- | --------- | ------------- | -------------------- |
| آذربایجان شرقی    | جلفا            | ارس       |               | ۵۵ (شخصی) ۵۶ (عمومی) |
| خوزستان           | خرمشهر _ آبادان | اروند     |               | ۳۳ (شخصی) ۳۴ (عمومی) |
| گیلان             | انزلی           | انزلی     |               | ۶۶ (شخصی) ۶۷ (عمومی) |
| سیستان و بلوچستان | چابهار          | چابهار    |               | ۷۷ (شخصی) ۷۸ (عمومی) |
| هرمزگان           | قشم             | قشم       |               | ۱۱ (شخصی) ۱۲ (عمومی) |
| هرمزگان           | کیش             | کیش       |               | ۲۲ (شخصی) ۲۳ (عمومی) |
| آذربایجان غربی    | ماکو            | ماکو      |               | ۴۴ (شخصی) ۴۵ (عمومی) |